# LEYMEI
LEYMEI（れいめい、1976年7月26日 - 2014年11月21日）は、 韓国出身のイラストレーター、漫画家である。

## 人物
主にアンソロジーコミックなどの同人誌で活躍していたが、自分で作ったオリジナルの漫画も数本出しており、全ての作品とは言うわけではないが、殆んどのエピソードをまとめた単行本『堕ちた天使達の残影』が2012年に発売された。2013年に体調を崩し、2014年のコミックマーケットで逝去したことが発表される。

## 正体
事実、彼は韓国のイラストレーターである질풍17주と同じ人物である。2005年にはガンストライクの原画で制作に参加した。

## 作品リスト

### 漫画
- 堕ちた天使達の残影（2012年5月14日、キルタイムコミュニケーション、ISBN: 978-4-7992-0252-4）

### アンソロジー
- メガミクライシス Vol.12、収録作品『王女様が目覚める時』（2013年05月29日発行、二次元ドリームコミックス、ISBN 978-4-7992-0424-5）